# Kenji Miyamoto
Kenji Miyamoto (宮本顕治 Miyamoto Kenji?,  Mitsui, actual Hikari, 17 de octubre de 1908 - Tokio, 18 de julio de 2007) fue un político japonés. Fue secretario general y presidente del Partido Comunista Japonés. También fue miembro de la Dieta de Japón.

## Biografía
Nació en Hikari, en la prefectura de Yamaguchi. Se graduó en el instituto Matsuyama de la prefectura de Ehime entrando a la Universidad Imperial de Tokio, donde se graduaría en Economía.
En mayo de 1931 se unió al Partido Comunista Japonés, cuando aun era un partido ilegal. En 1932 se casó con la escritora Yuriko Chujo. Comenzó a trabajar en los cuarteles generales del PCJ, donde se convirtió en un importante miembro del Partido, siendo elegido para el Comité Central a los 24 años de edad. Fue arrestado en 1933 por la Tokko (policía política del régimen imperial) por los cargos no comprobados de asesinato de un confidente de la policía, soportando la tortura y cárcel. Por ello, fue condenado a 12 años de prisión.
Miyamoto, al igual que el resto de comunistas japoneses, estaba en contra de las aspiraciones imperialistas de Japón. Salió en libertad en octubre de 1945. En las elecciones de 1949 tuvo un papel muy activo, en las que el PCJ obtuvo 32 asientos en la Cámara de Representantes de Japón. Poco después, el general estadounidense Douglas MacArthur llevó a cabo la "Red Purge" (レッドパージ, reddo pāji), que dejó fuera del servicio público a los 24 miembros del Comité Central, del cual él era miembro, así como a otros muchos comunistas.
En 1951 su esposa Yuriko muere de meningitis. A principios de los años 50 fue crítico literario. En 1955 vuelve a la política. Miyamoto se opuso a los lineamientos de Sanzo Nosaka y Kyuichi Tokuda, los cuales actuaban bajo las órdenes de Stalin y en colaboración con Mao Tse-tung, para llevar la lucha armada al estilo del Partido Comunista de China. La facción de Nosaka perdió poder en el PCJ y fue establecido un nuevo programa. En el VII Congreso del PCJ celebrado en 1958 fue elegido Secretario General.
En el VIII Congreso del PCJ fue adoptado finalmente el nuevo programa donde se cambia la táctica desde la revolución armada a la "revolución democrática", concepto defendido por Miyamoto frente a Nosaka. Miyamoto se opuso fuertemente a las presiones e intervenciones de los partidos comunistas de la URSS y de China. En 1966 lideró una delegación del PCJ que visitó Vietnam del Norte, la República Popular China y Corea del Norte para conseguir apoyo y unidad contra la Guerra de Vietnam. Miyamoto también criticó la revolución cultural de Mao y se opuso a la intervención de las tropas del Pacto de Varsovia en Checoslovaquia contra la Primavera de Praga. Estos hechos llevaron al PCUS y al Partido Comunista de China a romper relaciones con el PCJ. 
En 1970 es elegido presidente del Partido. En 1977 es elegido como parlamentario de la Cámara de Concejales, siendo reelegido varias veces hasta 1989. En 1982 deja el cargo de presidente del partido y es nombrado presidente del Comité Central. En 1984 lidera una comitiva del PCJ que visita la URSS y se entrevista con miembros del PCUS.
Después de la caída de la URSS y el derrumbe del bloque oriental, Miyamoto criticó al estalinismo calificándolo de "gran mal histórico" y a los "socialismos reales" por traicionar los verdaderos ideales del socialismo.
En septiembre de 1997 deja la presidencia del Comité Central debido a problemas médicos. Mantuvo un puesto honorario hasta su muerte. El día 18 de julio de 2007 murió a los 98 años en el hospital Yoyogi de Tokio.